# 金色豪門
《金色豪門》是德國電影，比利·奧古斯特執導。

## 外部連結
- 互联网电影数据库（IMDb）上《金色豪門》的资料（英文）
- 香港外語電影資料網上《第六感之戀 （页面存档备份，存于）》的資料 （繁體中文）